# Phyllonorycter lalagella
Phyllonorycter lalagella är en fjärilsart som först beskrevs av Newman 1856.  Phyllonorycter lalagella ingår i släktet guldmalar, och familjen styltmalar. Inga underarter finns listade i Catalogue of Life.